# Diego Barisone
Diego Francisco Barisone (Santa Fe, 29 maggio 1989 – Coronda, 28 luglio 2015) è stato un calciatore argentino, difensore.

## Biografia
È deceduto nel luglio 2015 a soli 26 anni, vittima di un incidente stradale occorso su un'autostrada nei pressi di Coronda.

## Caratteristiche tecniche
Giocava come difensore centrale.